# رابرت آلفرد تئوبالد
روبرت آلفرد تئوبالد (انگلیسی: Robert Alfred Theobald; ۲۵ ژانویهٔ ۱۸۸۴ – ۱۳ مهٔ ۱۹۵۶) افسر نیروی دریایی ایالات متحده در جنگ جهانی اول و جنگ جهانی دوم بود.
پس از جنگ جهانی دوم، تئوبالد با کتاب ۱۹۵۹ خود با نام «راز پایانی پرل هاربر: زمینه واشینگتن حمله به پرل هاربر»، که در این کتاب رئیس‌جمهور ایالات متحده آمریکا فرانکلین دلانو روزولت را متهم به پنهان کردن اطلاعات مربوط به نظریه توطئه آگاهی قبلی امریکا از حمله به پرل هاربر به منظور ورود آمریکا به جنگ جهانی دوم کرد، به شهرت زیادی دست یافت. به طرز عجیبی، در یک سند طبقه‌بندی نشده NSA فقط برای مقامات، خواندن کتاب تئوبالد توصیه شده‌است.